# Ruth Heil
Ruth Heil (* 1947) ist eine deutsche evangelikale Buch-, Zeitschriften- und Rundfunkautorin zur christlichen Lebensberatung sowie von Kinderbüchern und Bildbänden. Sie arbeitet in der Familienseelsorge und hält Seminare und Vorträge. Sie wurde bekannt durch ihre Mitarbeit bei christlichen Zeitschriften, wie Lydia, sowie durch Sendungen im Evangeliums-Rundfunk. Heil ist Mitglied im Fachbeirat der Zeitschrift Family.
Seit 1967 ist Ruth Heil verheiratet mit Hans-Joachim Heil, Leiter der Family Life Mission (FLM). Ruth Heil ist Mutter von elf Kindern, davon zehn eigene und eines adoptiert.

## Werke (Auswahl)
- Mit 40 fängt Frau an zu leben: Tipps von Frau zu Frau. SCM Hänssler 2008, ISBN 978-3-7751-4946-4. (9. Auflage)
- Zehn Kinder und ein Zoo. Johannis
- Von der Freiheit eine Frau zu sein. Hänssler
- Du in mir. Tagebuchaufzeichnungen über Schwangerschaft und Geburt. Johannis
- Mit einer Katze fing es an. Johannis
- Erlebt – Er lebt. Johannis
- Tautropfen der Liebe Gottes. Johannis
- Grosse Weihnachtsfreude. Johannis
- Ich bin ihm begegnet. Johannis
- Du bist etwas Besonderes. Johannis
- Wer redet sündigt, wer schweigt auch. Johannis
- Ganz vertraulich, ganz fraulich. Hänssler
- Teils sonnig, teils bewölkt. Heiteres und Besinnliches aus dem Ehealltag. Hänssler (mit Hans-Joachim Heil)
- Liebe kennt keine Grenze. Hänssler (mit Hans-Joachim Heil)
- Staunen über Gott. Mit 60 Jahren nach Kamerun, mediaKern, Wesel 2019, ISBN 978-3-8429-2314-0.
- So schön, dass du geboren bist. Ein Geburtstags-ABC, mediaKern, Wesel 2019, ISBN 978-3-8429-3567-9.
- Du bist etwas Besonderes. Ein kleiner Gruß zum Geburtstag, Kawohl, Wesel 2019, ISBN 978-3-86338-480-7.
- Mit Gott an meiner Seite. Geschichten aus meinem Tagebuch, mediaKern, Wesel 2022, ISBN 978-3-8429-2316-4.

### Hörbücher
- Engel – Gottes wunderbare Helfer. Johannis
- Erlebt – Er lebt. Johannis
- Weil der Herr dein Flehen hört. Johannis
- Weihnachtsleuchten. Johannis